# Lucien Lazare
Pour les articles homonymes, voir Lazare (homonymie).
Lucien Lazare, né le 24 novembre 1924 à Strasbourg, est un enseignant français, membre de la Résistance juive en France, ayant publié de nombreux ouvrages sur ce thème et sur les Justes parmi les nations. Il est, avec Simone Veil, à l’origine du projet de faire entrer les Justes au Panthéon,.

## Biographie
Lucien Lazare est né le 24 novembre 1924 à Strasbourg. Il effectue ses études secondaires à Lyon durant l’Occupation. Membre des Éclaireurs israélites de France, il rejoint leur réseau de Résistance « La Sixième » de 1942 à 1944, avant de devenir combattant de la Compagnie Marc Haguenau des Maquis de Vabre, participant au sauvetage d’enfants juifs.
Il étudie à la Yechiva d’Aix-les-Bains en 1948, où il se lie d’amitié avec Henri Ackermann.
Il retourne vivre à Strasbourg. Il s’y marie le 12 mars 1949 avec Janine Hemmendinger, psychologue, également native de Strasbourg, le 3 janvier 1928.
Il enseigne en France et en Belgique.
Il est le premier rédacteur en chef de Hamoré, la Revue trimestrielle des enseignants juifs, en 1957.
Lucien Lazare est secrétaire de la Communauté israélite de Strasbourg (CIS),. Il termine son doctorat en histoire de l’Université de Strasbourg en 1967.
En 1968, Lucien Lazare et sa famille s’installent en Israël. Il fonde à Jérusalem le lycée René-Cassin, dont il est proviseur de 1971 à 1978 ou, selon d’autres, de 1968 à 1983. Il est également membre de la Commission pour la désignation des Justes des Nations, de Yad Vashem, à Jérusalem.
En raison des positions politiques prises par son gendre Avraham Burg (sa fille Anne-Joëlle Lazare a épousé Burg en 1978, à Strasbourg) et du fait qu’il les a traduites en français pour parution dans le journal Le Monde, Lucien Lazare se voit boycotté par sa communauté religieuse, où il compte des amis originaires de France,,.

## Publications
- La Résistance juive en France, Stock, 1987
- L’abbé Glasberg, Le Cerf, 1990.  (ISBN 2-204-04073-8)
- Le Livre des Justes, Lattès, 1993.  (ISBN 2-7096-1319-0),  (ISBN 978-2-7096-1319-4)
- La Résistance juive, un combat pour la survie, Éditions du Nadir de l’Alliance Israélite universelle, 2000,  (ISBN 2-902969-73-2)
- Dictionnaire des Justes de France (Coordination du). Fayard/Yad Vashem, 2003.
- Introduction à Organisation juive de combat. France 1940-1945 (ouvrage collectif), éd. Autrement, 2006,  (ISBN 2-7467-0902-3)
- Le tapissier de Jérusalem, mémoires, Seuil, 2015  (ISBN 978-2021230017)
- (en) The Mission of Abbé Glasberg in the French Resistance during WWII, translated by Leo Michel Abrami, Amsterdam Publishers, 2016.  (ISBN 978-1522840954)

## Distinctions
- Chevalier de la Légion d'honneur

### Documentaire
- Le maquis des Juifs, documentaire de Ariel Nathan, 52 min, DeLaProd - Marianne, 2015.